# Morawica
Morawicaⓘ é um município no sudeste da Polônia. Pertence à voivodia da Santa Cruz, no condado de Kielce. É a sede da comuna urbano-rural de Morawica.
Estende-se por uma área de 4,4 km², com 1 759 habitantes, segundo o censo de 31 de dezembro de 2024, com uma densidade populacional de 402 hab./km².
Nos anos de 1975–1998, a vila pertenceu administrativamente à voivodia de Kielce. Morawica obteve os direitos de cidade em 1 de janeiro de 2017.
A mina de calcário do Jurássico Superior, uma das pedras decorativas polonesas mais populares e o Centro de Psiquiatria de Santa Cruz. estão em Morawica.

## Localização

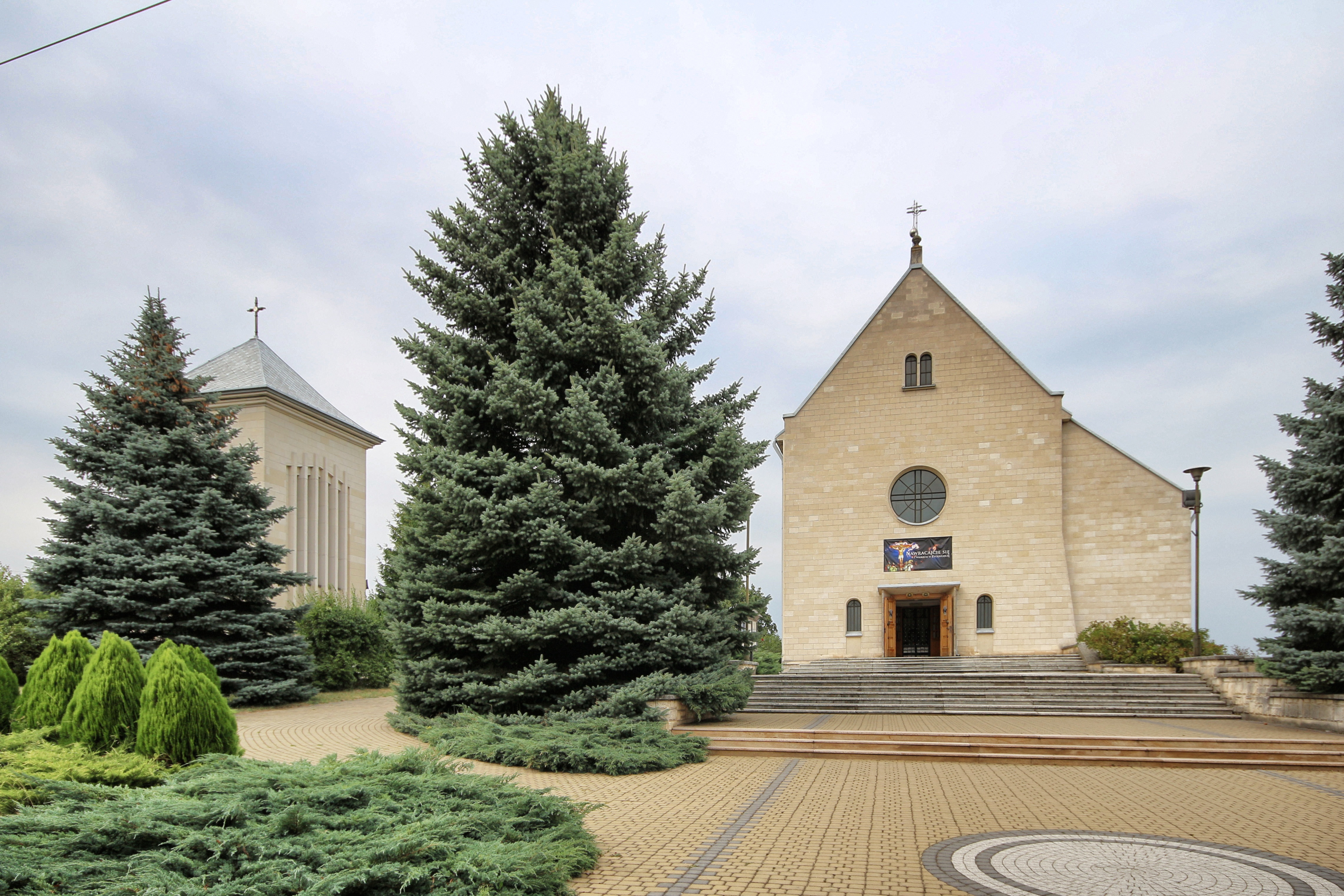
Igreja de Nossa Senhora do Perpétuo Socorro em Morawica

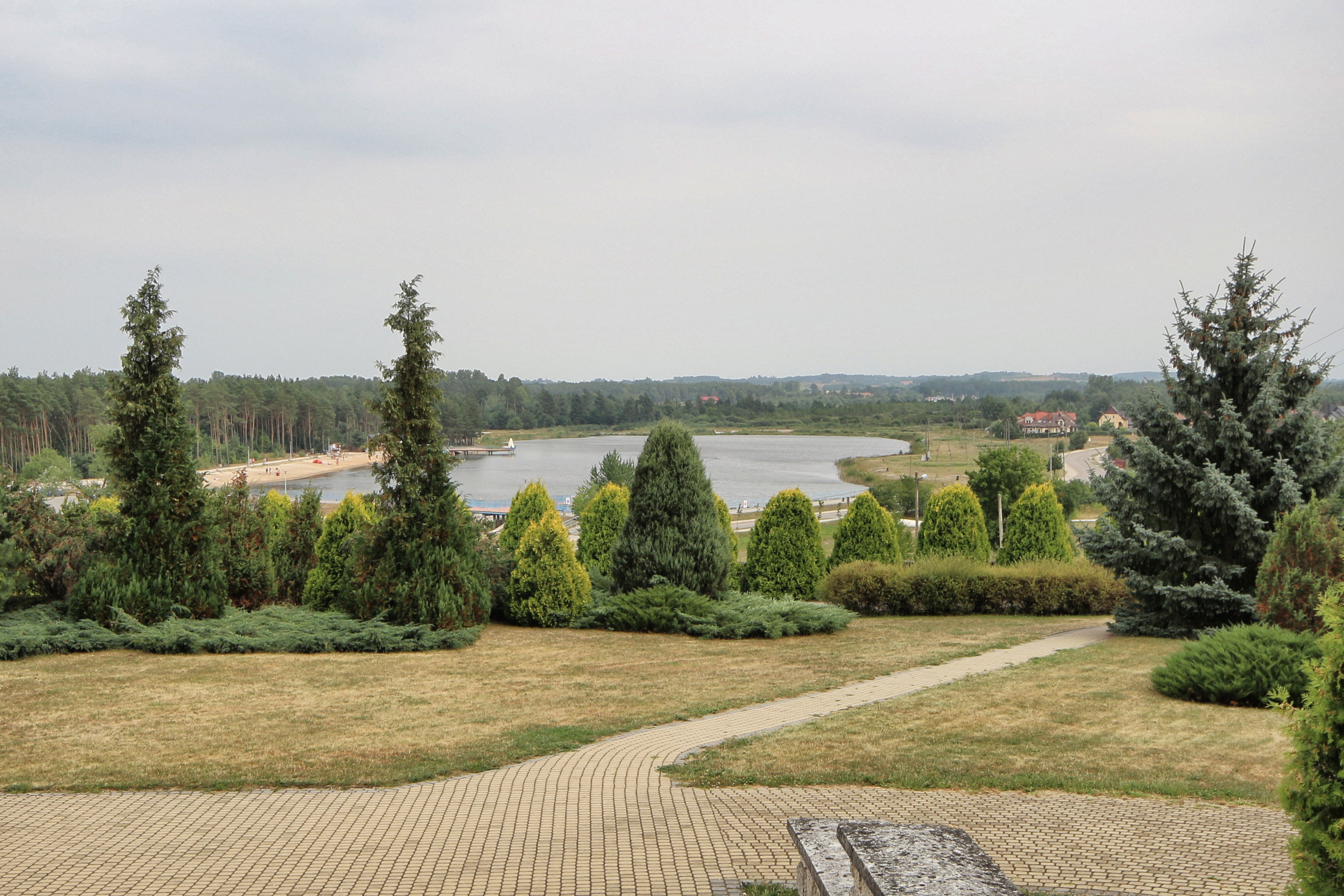
Lagoa em Morawica

A cidade fica na estrada nacional n.º 73 e na estrada provincial n.º 766.
O rio Czarna Nida e o rio Morawka, um afluente do primeiro, passam por Morawica.
O acesso a partir de Kielce é fornecido pela linha de ônibus de transporte público n.º 45.

## Monumentos históricos
- Ruínas de uma capela neogótica construída por volta de 1840,[6]
- Parque da mansão do século XIX,[6]
- Moinho de água e celeiro de 1905.

## Investimentos
Em 2013, o prédio do governo local foi comissionado, juntamente com o centro cultural e a biblioteca da comunidade. O parque em Morawica é quase inteiramente reconhecido como monumento e protegido pelo Conservador Provincial de Monumentos. O programa de revitalização do centro de Morawica está em andamento desde 2014.
Em Morawica, existe o Centro de Psiquiatria Santa Cruz, conhecido popularmente como Morawica.

## Demografia
Conforme os dados do Escritório Central de Estatística da Polônia (GUS) de 31 de dezembro de 2024, Morawica é uma cidade muito pequena com uma população de 1 759 habitantes (31.º lugar na voivodia de Santa Cruz e 899.º na Polônia), tem uma área de 4,4 km² (49.º, penúltimo lugar na voivodia de Santa Cruz e 909.º lugar na Polônia) e uma densidade populacional de 402 hab./km² (19.º lugar na voivodia de Santa Cruz e 647.º lugar na Polônia). Entre 2017–2024, o número de habitantes aumentou 1,7%.
Os habitantes de Morawica constituem cerca de 0,83% da população do condado de Kielce, constituindo 0,15% da população da voivodia de Santa Cruz.
| Descrição                         | Total      | Total   | Mulheres   | Mulheres | Homens     | Homens  |
| --------------------------------- | ---------- | ------- | ---------- | -------- | ---------- | ------- |
| unidade                           | habitantes | %       | habitantes | %        | habitantes | %       |
| população                         | 1 759      | 100     | 896        | 50,9     | 863        | 49,1    |
| área                              | 4,4 km²    | 4,4 km² | 4,4 km²    | 4,4 km²  | 4,4 km²    | 4,4 km² |
| densidade populacional (hab./km²) | 402        | 402     | 204,6      | 204,6    | 197,4      | 197,4   |

## Esportes
A cidade possui um clube de futebol Moravia Morawica, fundado em 2002. Atualmente (temporada 2024/2025), joga na IV Liga, grupo świętokrzyska.